# Litoria narinosa
Litoria narinosa är en groddjursart som först beskrevs av Richard G. Zweifel 1958.  Litoria narinosa ingår i släktet Litoria och familjen lövgrodor. IUCN kategoriserar arten globalt som livskraftig. Inga underarter finns listade i Catalogue of Life.